# Habitatge al carrer Sant Pere, 4 (Monistrol de Montserrat)
L'Habitatge al carrer Sant Pere, 4 és una obra de Monistrol de Montserrat (Bages) inclosa a l'Inventari del Patrimoni Arquitectònic de Catalunya.

## Descripció
Casa entre mitgeres amb quatre alçades més les golfes. A la façana s'obre una porta adovellada d'arc de mig punt, datada el 1567; la resta d'obertures són amb balcons excepte les golfes que sobre mitjançant una galeria d'arcs rebaixats. A la façana nord del carrer Montserrat destaca un gran ràfec de teules i rajoles.

## Història
Hi ha una inscripció en les dovelles de la porta "1567", que podria marcar la data de construcció o d'una reforma.